# Jacob Lofland
Jacob Lofland (Estados Unidos, 30 de julho de 1996) é um ator americano Conhecido por seu papel como Neckbone no filme Mud.

## Filmografia

### Filmes
| Ano  | Título                         | Papel       |
| ---- | ------------------------------ | ----------- |
| 2012 | Mud                            | Neckbone    |
| 2014 | Little Accidents               | Owen Briggs |
| 2015 | Maze Runner: The Scorch Trials | Aris Jones  |
| 2016 | Free State of Jones            | Daniel      |
| 2017 | Go North                       | Josh        |
| 2018 | Maze Runner: The Death Cure    | Aris Jones  |

### Televisão
| Ano  | Título       | Papel          | Notas            |
| ---- | ------------ | -------------- | ---------------- |
| 2014 | Justified    | Kendal Crowe   | 10 episódios     |
| 2015 | Texas Rising | Colby Pitt     | 5 episódios      |
| 2017 | The Son      | Eli McCullough | Papel recorrente |

## Prêmios e indicações
| Ano  | Prêmio                                                | Categoria               | Obra indicada    | Resultado |
| ---- | ----------------------------------------------------- | ----------------------- | ---------------- | --------- |
| 2014 | Robert Altman Award At Independent Spirit Awards      | Melhor Conjunto         | Mud              | Vencedor  |
| 2014 | Leonardo's Horse at Milan International Film Festival | Melhor Ator Coadjuvante | Little Accidents | Indicado  |